# Anastassija Wladimirowna Buchanko
Anastassija Wladimirowna Buchanko (russisch Анастасия Владимировна Буханко, englische Transkription: Anastasia Vladimirovna Bukhanko; * 6. Juni 1990 in Moskau) ist eine ehemalige russische Tennisspielerin.

## Karriere
Buchanko begann mit sechs Jahren das Tennisspielen, sie bevorzugt laut ITF-Profil den Hartplatz. Sie spielt hauptsächlich Turniere auf dem ITF Women’s Circuit, bei denen sie bislang noch keinen Titel gewinnen konnte.
Buchanko erhielt eine Wildcard für das Doppel-Hauptfeld beim Kremlin Cup 2013. Sie scheiterte dort mit ihrer Partnerin Margarita Gasparjan bereits in der ersten Runde. 2014 erhielt sie eine Wildcard für die erste Runde im Hauptfeld des President’s Cup in Astana, wo sie nicht über die Auftaktrunde hinauskam. Beim Kremlin Cup 2014 erhielt sie eine Wildcard für die Qualifikation, verlor dort aber in der ersten Runde gegen Jekaterina Bytschkowa. Beim Kremlin Cup 2015 ging sie erneut dank einer Wildcard an den Start, im Doppel mit Iva Majoli, die nach elf Jahren wieder ein Turnier auf der WTA Tour bestritt.
Ihr bislang letztes internationale Turnier spielte sie im Februar 2017, sie wird daher nicht mehr in der Weltrangliste geführt.